# Gare de Vancouver (Amtrak)
La  gare de Vancouver est une gare ferroviaire des États-Unis située à Vancouver dans l'État de Washington; Elle est desservie par Amtrak. C'est une gare avec personnel.

## Histoire
Elle est mise en service en 1908.

## Service des voyageurs

### Desserte
- Lignes d'Amtrak[1] :
  - Le Cascades: Eugene - Vancouver
  - Le Coast Starlight: Los Angeles - Seattle
  - L'Empire Builder: Portland - Chicago